# Heráclito
Heráclito de Éfeso (en griego antiguo: Ἡράκλειτος ὁ Ἐφέσιος Herákleitos ho Ephésios; Éfeso, c. 535 a. C.-Éfeso, c. 480 a. C.), fue un filósofo griego presocrático nativo de Éfeso, ciudad de Jonia, en la costa occidental del Asia Menor (en la actual Turquía y luego parte del Imperio persa). 
La principal fuente de su vida nos llega a través de Diógenes Laercio. Nació en el seno de una familia aristócrata, pero evitó su pudiente vida convirtiéndose en un filósofo ermitaño autodidacta. La obra de Heráclito es completamente aforística y se le atribuye un libro titulado Sobre la naturaleza (περὶ φύσεως). Como los demás filósofos griegos anteriores a Platón, no quedan más que fragmentos de sus obras, y en gran parte se conocen sus aportes gracias a testimonios posteriores. Estos fueron recopilados por Hermann Diels y Walther Kranz en la obra Die Fragmente der Vorsokratiker bajo la numeración Diels-Kranz. 
Fue conocido también como El Oscuro de Éfeso y El Adivinador debido a la naturaleza oracular y paradójica de su filosofía, y El filósofo llorón (en contraste con Demócrito, "el filósofo risueño"), debido a una supuesta personalidad melancólica y tristona. No obstante, respecto a este último epíteto, Geoffrey Stephen Kirk y John Earle Raven han señalado que se basa en juicios "totalmente triviales"  que provienen en primer lugar, de referencias burlescas a la idea heraclítea de que todo fluye como el río, y en segundo lugar, a un error de traducción a Teofrasto. Este último se refirió a Heráclito utilizando la palabra μελαγχολία con el sentido de "impulsividad" y no de "melancolía", significado que posteriormente adquirió, confundiendo a Diógenes Laercio, y llevándole a atribuir a Teofrasto la teoría de que Heráclito no completó algunas de sus obras debido a la melancolía. Es así que hasta ahora no existen antecedentes históricos fiables que respalden el carácter pesimista de Heráclito.
Por otro lado, las expresiones crípticas del efesio han sido objeto de numerosas interpretaciones. Ha sido visto de diversas maneras: como un "monista materialista o un filósofo de procesos; un científico cosmólogo, un metafísico, o principalmente un pensador religioso; un empirista, un racionalista o un místico; un pensador convencional o un revolucionario; un desarrollador de lógica o alguien que negó el principio de no contradicción; el primer filósofo genuino o un oscurantista anti-intelectual".
La idea central de la filosofía de Heráclito es la unidad de los opuestos. Heráclito creía que el devenir del mundo estaba regido de acuerdo con lo que denominó el Logos (traducido como "palabra", "razón" o "discurso"). También creía que el cosmos era una transmutación de fuego. Heráclito fue famoso por su insistencia en el cambio; vio el mundo en constante flujo, cambiando mientras permanecía igual, lo que expresó en el dicho: "Ningún hombre se sumerge dos veces en el mismo río" (panta rei). En contraste, el eléata Parménides declaraba que "lo que es, no puede no ser", negando así la transitoriedad del ser. Ambos pensadores influyeron en Platón y también, en consecuencia, a la filosofía occidental. Heráclito es considerado como uno de los fundadores de la dialéctica y en parte de la metafísica y la moral.

## Biografía

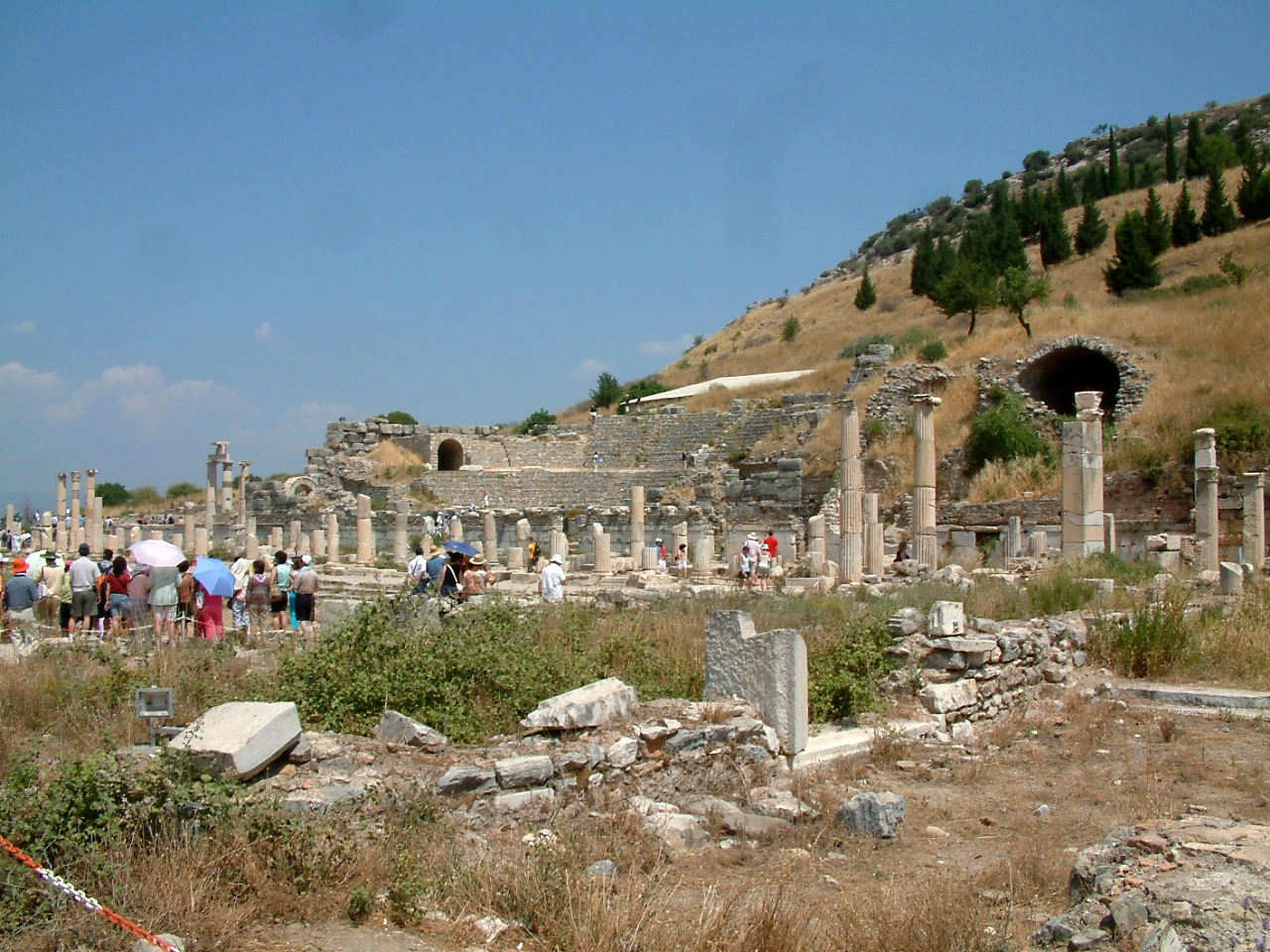
Éfeso en la costa de Asia Menor, lugar de nacimiento de Heráclito

La fuente principal de la vida de Heráclito nos llega a través del historiador Diogenes Laercio en su obra Vidas, opiniones y sentencias de los filósofos más ilustres.
Heráclito "floreció" en la 69.ª Olimpiada, 504–501 a. C. Hijo de un tal Heración o Blisón, Heráclito se crio en el seno de una familia aristocrática hereditaria del cargo de Basileos c. 540 a. C. en Éfeso, parte del Imperio Persa, en lo que hoy es Turquía. Tal cargo Heráclito se lo cedió a su hermano. Diógenes relata que Heráclito era un misántropo. Creía que Hesíodo, Pitágoras, Jenófanes y Hecateo no sabían nada y que Homero y Arquíloco merecían ser derrotados. No fue discípulo de nadie, aunque se dice que lo fue de Jenófanes. Diógenes Laercio relata que cuando Heráclito era niño había dicho que "no sabía nada", pero luego afirmó que "sabía todo". Odiaba a los atenienses y a sus compañeros efesios, deseando a los últimos riquezas como castigo por sus malos caminos y que se ahorcasen por desterrar a su líder más destacado. Debido a ello, se retiró a los montes a vivir como un ermitaño. Es probable que interviniera en los asuntos de la ciudad en el período en que el gobierno de Persia había dado lugar a la autonomía.
La vida de Heráclito como filósofo fue interrumpida por una hidropesía. Los médicos que consultó no pudieron prescribir una cura. Diógenes enumera varias historias sobre la muerte de Heráclito en dos versiones. En una Heráclito se curó de la hidropesía y murió de otra enfermedad. Sin embargo, en un relato, el filósofo se enterró en un establo esperando que el calor húmedo del estiércol le sacara la humedad nociva, mientras que otro dice que se trató con un linimento de estiércol de vaca y, después de un día propenso al sol, murió y fue enterrado en el mercado. Murió hacia el año 470 a. C. Según Neantes, después de mancharse con estiércol, Heráclito fue devorado por perros.

## Obra

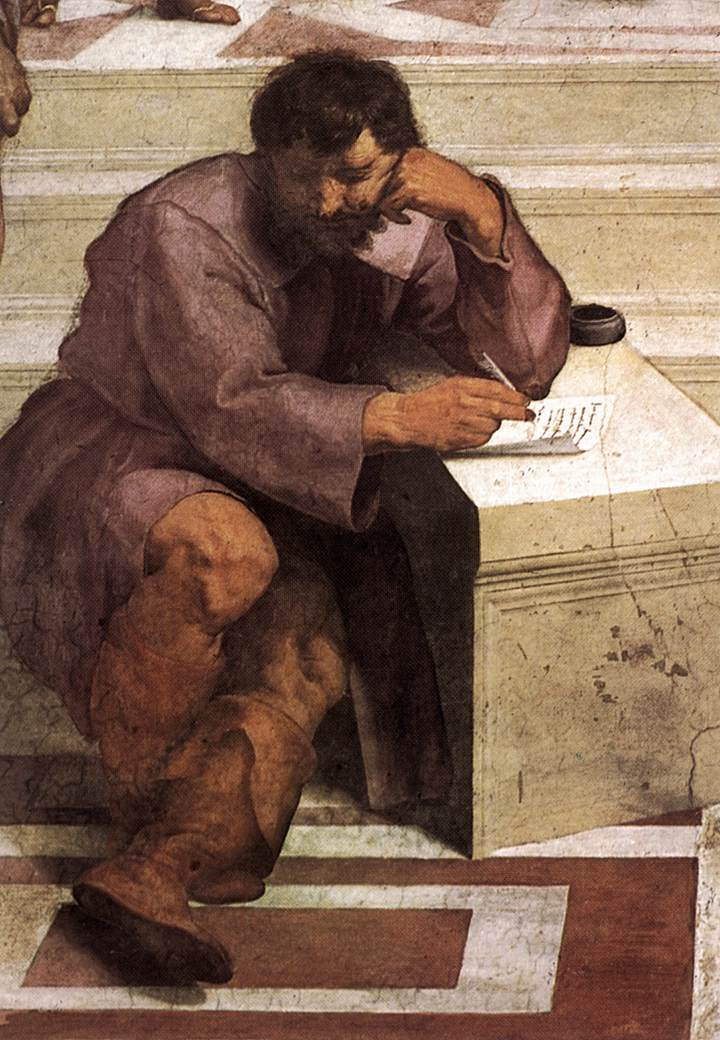
Detalle de Heráclito (Usando de modelo a Miguel Ángel) en La Escuela de Atenas de Rafael.

La obra de Heráclito es completamente aforística. Su estilo remite a las sentencias del oráculo de Delfos y reproduce la realidad ambigua y confusa que explica, usando el oxímoron y la antítesis para dar idea de la misma. Diógenes Laercio (en Vidas..., IX 1–3, 6–7, 16) le atribuye un libro titulado Sobre la naturaleza (περὶ φύσεως), que estaba dividido en tres secciones: «Cosmología», «Política» y «Teología». No se sabe nada más de este libro.
Muchos filósofos posteriores de este período se refieren a Sobre la naturaleza. Charles Kahn dijo: "Hasta la época de Plutarco y Clemente, si no más tarde, el librito de Heráclito estaba disponible en su forma original para cualquier lector que quisiera buscarlo". Laercio comenta sobre la notabilidad del texto, declarando: "Su libro se hizo tan célebre, que llegó a tener secuaces, llamados heraclitianos". Entre los filósofos prominentes identificados hoy como heraclíteos se incluyen Crátilo y Antístenes, que no debe confundirse con el cínico.
Los fragmentos de su obra que han sobrevivido fueron reunidos y explicados por primera vez en la Edad Contemporánea por Schleiermacher en su compilación Herakleitos der Dunkle von Ephesos de 1807. Estos se catalogan actualmente utilizando el sistema de numeración Diels-Kranz, recopilados en la obra Die Fragmente der Vorsokratiker (1903).
El primer estudioso en proponer un ordenamiento de los fragmentos fue P. Schuster (1873), poniendo a la cabeza de todos el que posteriormente fue dispuesto como B56 (Diels-Kranz) y que refiere la adivinanza que unos niños plantearon a Homero, y que este, «el más sabio de todos los griegos», como lo pinta Heráclito (véase más abajo), no supo resolver. Ingram Bywater en 1877 hizo un reacomodo de los fragmentos conforme a la indicación de Laercio, traducido al español por José Gaos. Es curioso que Bywater no considera importante el fragmento que Schuster pone a la cabeza de todos, y no lo incluye en su propia ordenación. Agustín García Calvo reconstruye la posible estructura del libro en su edición de los fragmentos del mismo, titulada Razón común, en la que distingue tres apartados: «Razón general», «Razón política» y «Razón teológica».

### El Oscuro

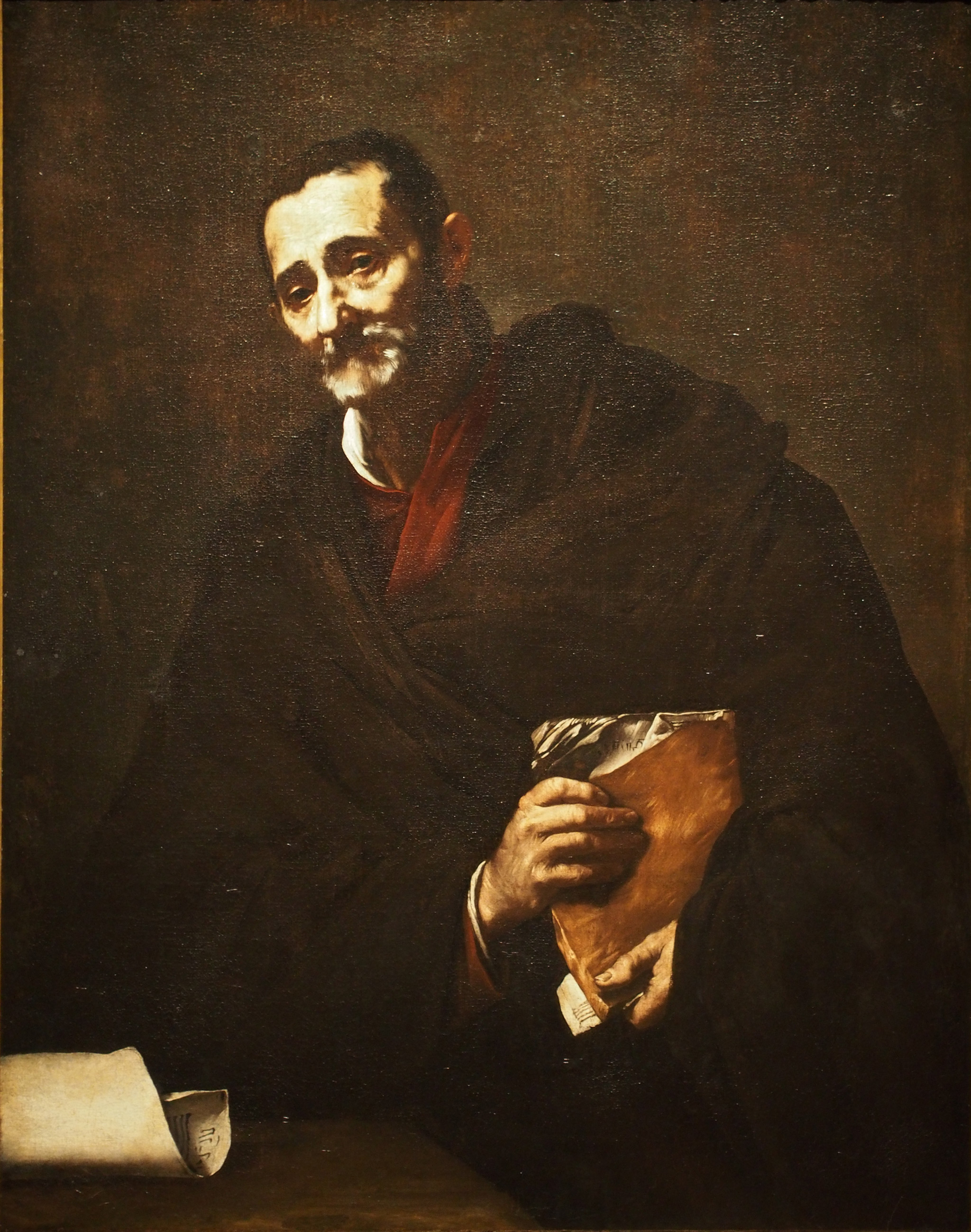
Heráclito por José de Ribera (1630).

Heráclito es conocido como «el Oscuro», por su expresión lapidaria y enigmática. Aristóteles cita en la Retórica para esbozar la dificultad de entender a Heráclito sin ambigüedad.
Por ejemplo, al comienzo de su composición dice: “De esta razón que existe siempre los hombres  ignoran”, donde no está claro si “siempre” debe ir con “que existe” o con “son ignorantes”.
Teofrasto dice (en Diógenes Laercio) que "sus escritos, unos a medio hacer y otros a veces muy ajenos de verdad". Teofrasto pensó que la incapacidad de terminar el trabajo demostraba que Heráclito estaba melancólico.
Según Diógenes Laercio, Timón de Flius llamó a Heráclito "el enigmático" (αἰνικτής ; ainiktēs), una probable referencia a una supuesta similitud con los acertijos pitagóricos. Timón dijo que Heráclito escribió su libro "de manera bastante confusa" (asaphesteron); según Timón, esto tenía como objetivo permitir que sólo los "capaces" lo intentaran.
En la época de Cicerón, este epíteto se convirtió en "El Oscuro"  ὁ Σκοτεινός; ho Skoteinós), ya que había hablado nimis obscurē ("demasiado oscuramente") sobre la naturaleza y lo había hecho deliberadamente para ser mal entendido. La obra más antigua que se conserva llamando a Heráclito "el oscuro" es el tratado pseudoaristotélico De Mundo.
El estilo de Heráclito ha sido comparado con el de una Sibila, que "con labios delirantes pronunciando cosas sin alegría, sin adornos y sin perfume, alcanza más de mil años con su voz, gracias al dios que hay en ella". Heráclito declaró: "El señor cuyo oráculo está en Delfos ni declara ni oculta, sino que da una señal". Kahn caracterizó las características principales de la escritura de Heráclito como "densidad lingüística", lo que significa que las palabras y frases individuales tienen múltiples significados, y "resonancia", lo que significa que las expresiones se evocan entre sí como la aliteración y el quiasmo.
Heráclito ha sido objeto de numerosas interpretaciones. Según la entrada de la Enciclopedia de Filosofía de Stanford, Heráclito ha sido visto como un "monista materialista o un filósofo de procesos; un científico cosmólogo, un metafísico, o principalmente un pensador religioso; un empirista, un racionalista o un místico; un pensador convencional o un revolucionario; un desarrollador de lógica o alguien que negó el principio de no contradicción; el primer filósofo genuino o un oscurantista anti-intelectual".

## Doctrinas
Heráclito sostuvo que el fundamento de todo está en el cambio incesante. El ente deviene y todo se transforma en un proceso de continuo nacimiento y destrucción al que nada escapa. Enrique Hülsz afirmó que "todos los distintos temas que forman el conjunto de la filosofía de Heráclito están recíprocamente contenidos unos en otros". Diógenes Laercio resumen las doctrinas de Heraclito de la siguiente forma:
«Que todas las cosas se hacen por contrariedad, y todas fluyen a manera de ríos. Que el universo es finito. Que el mundo es único, es producido del fuego y arde de nuevo de tiempo en tiempo alternadamente todo este evo. Que esto se hace por el hado. Que de los contrarios, aquel que conduce las cosas a generación se llama guerra y lucha o contención, y el que al incendio, concordia y paz. Que la mutación es un camino hacia arriba y hacia abajo, y según éste se produce el mundo. Que el fuego adensado se transforma en licor, y adquiriendo más consistencia para en agua. Que el agua condensada se vuelve tierra, y éste es el camino hacia abajo. Liquídase de nuevo la tierra y de ella se hace el agua, de lo cual provienen casi todas las demás cosas».
Es común incluir a Heráclito entre los primeros filósofos físicos (φυσικοί, como los llamó Aristóteles), que pensaban que el mundo procedía de un principio natural (como el agua para Tales de Mileto, el aire para Anaxímenes y el ápeiron para Anaximandro), y este error de clasificación se debe a que, para Heráclito, este principio es el fuego, lo cual no debe leerse en un sentido literal, pues es una metáfora como, a su vez, lo era para Tales y Anaxímenes. El principio del fuego refiere al movimiento y cambio constante en el que se encuentra el mundo. Esta permanente movilidad se fundamenta en una estructura de contrarios. La contradicción está en el origen de todas las cosas.

### ElLogos

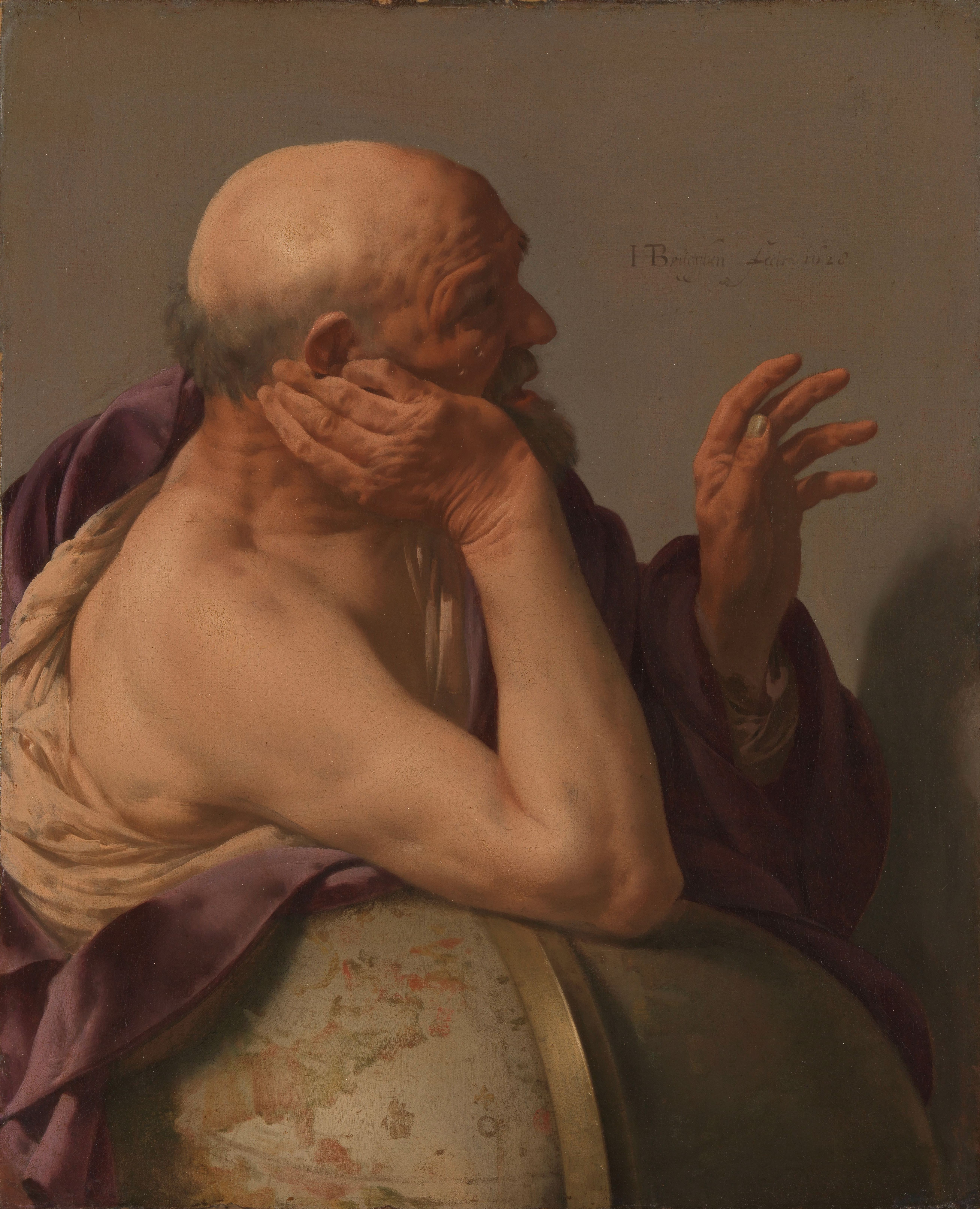
Heráclito por Hendrick ter Brugghen (1628)

La naturaleza está regida por una ley que Heráclito denomina Logos (Λόγος), una antigua palabra griega con una variedad de significados (razón, palabra o discurso en griego). El logos parece una ley universal que une el cosmos, aunque Heráclito "juega deliberadamente con los diversos significados de Logos", no hay ninguna razón convincente para suponer que lo usó en un sentido técnico especial, significativamente diferente de la forma en que se usaba en el griego ordinario de su época.
Este Logos no solo rige el devenir del mundo, sino que le habla (indica, da signos) al hombre, aunque la mayoría de las personas «no sabe escuchar ni hablar». El orden real coincide con el orden de la razón, una «armonía invisible, mejor que la visible» pues la naturaleza le encanta esconderse, aunque Heráclito se lamenta de que la mayoría de las personas sean sordas o dormidas al Logos, incapaces de ver lo real. Si bien Heráclito cree en el uso de los sentidos como indispensable para comprender la realidad, sostiene que con ellos no basta y que es igualmente necesario el uso de la inteligencia, como afirma en el siguiente e importante fragmento:

Se engañan los hombres [...] acerca del conocimiento de las cosas manifiestas, de la misma manera que Homero, que fue [considerado] el más sabio de todos los griegos. A él, en efecto, unos niños que mataban piojos lo confundieron, diciéndole: 'cuantos vimos y atrapamos, tantos dejamos; cuantos ni vimos ni atrapamos, tantos llevamos'.
Hipólito de Roma, Refutatio, IX, 9, 5-10 
en Diels-Kranz, Die Fragmente der Vorsokratiker, 22 B56

Este Logos se encuentra comúnmente dentro del alma de cada uno y hay posibilidad en todo hombre de despertar escucharlo y volverse sabio. La doctrina del logos como razón universal es similar a la doctrina del Tao y fue adoptada por los estoicos, quienes se refirieron a él para sustentar su creencia de que la ley racional gobierna el universo. Teólogos posteriores han identificado el Logos de Heráclito con Dios.

### Unidad de los opuestos
Al uso de los sentidos y de la inteligencia, hay que agregarle una actitud crítica e indagadora. La mera acumulación de saberes no forma al verdadero sabio, porque para Heráclito lo sabio es «uno y una sola cosa», esto es la teoría de los opuestos (enantiodromía), interpretación que muestra su monismo, aunque quizás sea más bien dialéctico. El propio Heráclito lo expresará de la siguiente manera:

También la naturaleza tiende a lo opuesto, y de ello y no de lo idéntico es de donde obtiene el acorde.
Diels. Die Fragmente der Vorsokratiker. I. 1912.

Con dicho término se establece en la filosofía de Heráclito «el juego de los opuestos en el devenir, esto es, la noción de que todo lo que es pasa a su contrario».

El todo es divisible e indivisible, engendrado y no engendrado, mortal e inmortal, palabra eterna, padre, hijo, dios justo. Es prudente escuchar al Logos, no a mí, y reconocer que todas las cosas son uno.
Hipólito de Roma, Refutatio, IX, 9, 1

en Diels-Kranz, Die Fragmente der Vorsokratiker, 22 B50

Según Platón y Aristóteles, Heráclito sostuvo opiniones ilógicas porque las cosas opuestas son idénticas, de modo que todo es y no es al mismo tiempo. "La discordancia, el contraste y la oposición son el mismo principio de concordancia, armonía y unidad de las propias cosas. Aunque, según Oswald Spengler, en Heráclito no puede hablarse de identidad los contrarios, sino de antinomias, en tanto que ningún opuesto puede darse sin el otro."
El conflicto de los opuestos genera una armonía presente en la naturaleza y los asuntos humanos (luz y oscuridad, calor y frío, hombre y mujer...) que dan sentido y riqueza a la existencia. En esta unión de opuestos, tanto de generación como de destrucción, Heráclito llamó a los procesos de oposición ἔρις (eris), "lucha", e hipotetiza que el estado aparentemente estable, δίκη (dikê), "justicia", es una armonía del mismo, que Anaximandro describió como injusticia.

Hay una armonía en la flexión hacia atrás como en el caso del arco y la lira.
Hipólito de Roma, Refutatio, IX, 9, 2
en Diels-Kranz, Die Fragmente der Vorsokratiker, 22 B51

Aristóteles dijo que a Heráclito le desagradaba Homero porque deseaba que la lucha abandonara el mundo, que según Heráclito destruiría el mundo; "no habría armonía sin notas altas y bajas, ni animales sin macho y hembra, que son opuestos". La realidad es una y múltiple al mismo tiempo por la esencia de todas las cosas, haciendo que exista una identidad o una idea universal concreta basada en la diferencia. La doctrina de Heráclito recuerda al tao de Laozi en su doctrina de la «unidad de los opuestos».

### Panta rei
Heráclito ha pasado a la historia como el modelo de la afirmación del devenir. Su filosofía se basa en la tesis del flujo universal de los seres: «Panta rei» (πάντα ρεῖ), todo fluye. El devenir está animado por el conflicto: «La guerra (pólemos) es el padre de todas las cosas», una contienda que es al mismo tiempo armonía, no en el sentido de una mera relación numérica, como en los pitagóricos, sino en el de un ajuste de fuerzas contrapuestas, como las que mantienen tensa la cuerda de un arco. El fragmento quizás más conocido de su obra dice:

ποταμοῖς τοῖς αὐτοῖς ἐμβαίνομεν τε καὶ οὐκ ἐμβαίνομεν, εἶμεν τε καὶ οὐκ εἶμεν τε.
En los mismos ríos entramos y no entramos, [pues] somos y no somos [los mismos].
Cleantes, Stoicorum Veterum Fragmenta, I, 519
 Diels-Kranz, Die Fragmente der Vorsokratiker, 22 B12

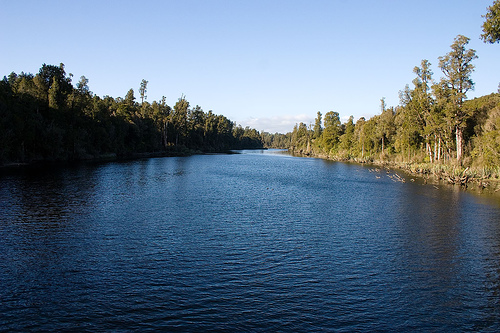
«No es posible bañarse dos veces en el mismo río»

El fragmento (citado con frecuencia erróneamente como no se puede entrar dos veces en el mismo río, siguiendo la versión que da Platón en el Crátilo) ejemplifica la doctrina heraclítea del cambio: el río —que no deja de ser el mismo río— ha cambiado sin embargo casi por completo, así como el bañista. Si bien una parte del río fluye y cambia, hay otra (el cauce, que también debe interpretarse y no tomarse en un sentido literal) que es relativamente permanente y que es la que guía el movimiento del agua. 

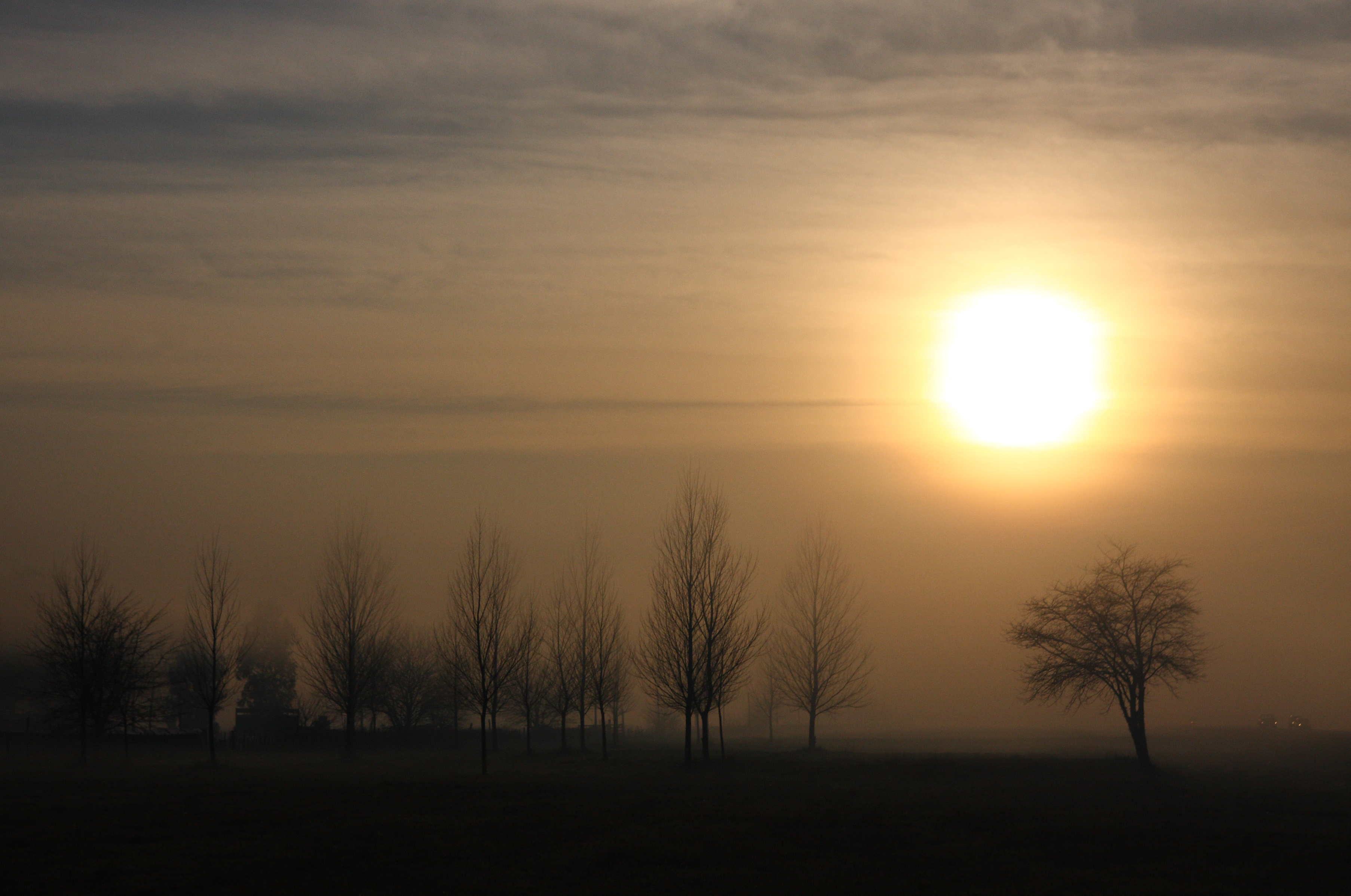
«El sol es nuevo todos los días».

A primera vista esto puede parecer contradictorio, pero debe recordarse que Heráclito sostiene que los opuestos no se contradicen sino que forman una unidad armónica (pero no estática). Es razonable, entonces, que la otra cara del agua sea el fuego, como él mismo lo adelanta en sus fragmentos. La historiografía filosófica impuso un Heráclito platonizado con un primitivo empirismo al sostener la evidencia del cambio experimentado por los sentidos.

Las cosas cuyo aprendizaje es vista y oído, ésas son las que yo prefiero
Hipólito de Roma, Refutatio, IX, 9, 6
en Diels-Kranz, Die Fragmente der Vorsokratiker, 22 B55

Los ojos son testigos más exactos que los oídos.
Polibio, X, 27, 1
 Diels-Kranz, Die Fragmente der Vorsokratiker, 22 B101a

Sin embargo Heráclito advirtió que la vista da falsedades y los oídos son malos testigos para los hombres que tienen "almas bárbaras". El verdadero conocimiento consiste en comprender esta armonía omnipresente tal como se encarna en la variedad de la percepción.

κακοὶ μάρτυρες ἀνθρώποισιν ὀφθαλμοὶ καὶ ὦτα βαρβάρους ψυχὰς ἐχόντων
Malos testigos para los hombres ojos y oídos de los que tienen espíritus que no comprenden su lenguaje.
Sexto Empírico, VII, 126
 Diels-Kranz, Die Fragmente der Vorsokratiker, 22 B107

Las doctrinas de Heráclito y Parménides de Elea siempre han sido contrapuestas (con cierto margen de error), ya que la del primero suele ser llamada «del devenir» o (con cierto equívoco) «del todo fluye», mientras que el ser parmenídeo es presentado como una esfera estática e inmóvil.

### El fuego

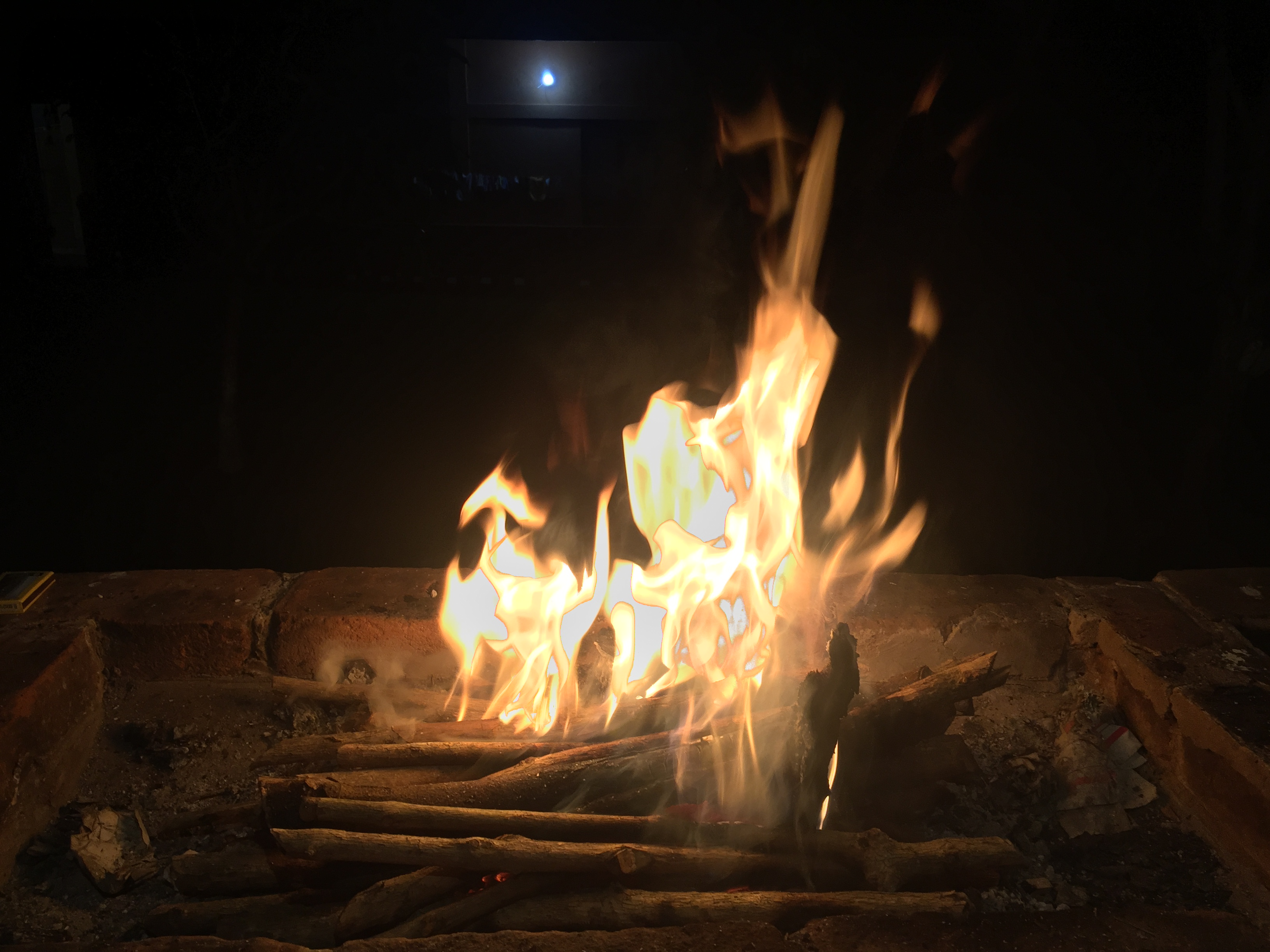
«El fuego, al venir, juzgará y condenará todas las cosas»

Heráclito ve en el fuego la mejor expresión simbólica de los dos pilares de su filosofía: el devenir perpetuo y la lucha de opuestos, pues el fuego solo se mantiene consumiendo y destruyendo, y constantemente cambia de materia. Diógenes Laercio cita que para Heráclito «el fuego es elemento, y que todas sus vicisitudes o mutaciones se hacen por raridad y densidad». Algunos autores ven en el ejemplo del río el cauce como el Logos que «todo rige», medida universal que ordena el cosmos, y en el agua del río, el fuego. 

κόσμον τόνδε, τὸν αὐτὸν ἁπάντων, οὔτε τις θεῶν οὐτε ἀνθρώπων ἐποίησεν, ἀλλ' ἦν ἀεὶ καὶ ἔστιν καὶ ἔσται πῦρ ἀείζωον, ἁπτόμενον μέτρα καὶ ἀποσβεννύμενον μέτρα
Este mundo, el mismo para todos los seres, no fue creado por los hombres ni por dioses, sino que fue, es y será fuego siempre vivo, que se enciende con medida y se apaga con medida.
Clemente de Alejandría, Stromateis, V, 104, 2
Diels-Kranz, Die Fragmente der Vorsokratiker, 22 B30

Aristóteles interpretó el fuego de Heráclito e Hípaso de Metaponto como el arché de la realidad, siendo eterno donde todas las cosas son mutaciones del fuego.

πυρὸς τε ἀνταμοιβὴ τὰ πάντα καὶ πῦρ ἁπάντων ὅκωσπερ χρυσοῦ χρήματα καὶ χρημάτων χρυσός.
Todas las cosas son un intercambio por fuego, y fuego por todas las cosas, como bienes por oro y oro por bienes.
Plutarco, De E apud Delphos, 388 E
Diels-Kranz, Die Fragmente der Vorsokratiker, 22 B90

Sin embargo, la lectura monista del fuego es difícil por su doctrina del cambio. El fuego es más un símbolo del cambio. Proporciona un estándar de valor para otras cosas, pero no es idéntico a ellas. Dijo que tanto Dios como el fuego son "querer y excederse". Por "Dios", Heráclito no declaraba la versión cristiana de un solo Dios como motor inmóvil de todas las cosas, Dios como Creador, porque el universo es eterno, "siempre fue y será"; pero lo divino se opone a lo humano; lo inmortal frente a lo mortal, lo cíclico frente a lo transitorio. 
Podría decirse que es más preciso hablar de "lo Divino" y no de "Dios". Hipólito lo ve como una referencia del juicio divino y al infierno. A pesar de su empleo del lenguaje religioso, su visión teológica era bastante panteística. No obstante en algunos fragmentos habla de un Dios personal.

ὁ θεὸς ἡμέρη εὐφρόνη, χειμὼν θέρος, πόλεμος εἰρήνη, κόρος λιμός [τἀναντία ἅπαντα· οὗτος ὁ νοῦς], ἀλλοιοῦται δὲ ὅκωσπερ πῦρ, ὁπόταν συμμιγῇ θυώμασιν, ὀνομάζεται καθ' ἡδονὴν ἑκάστου
Dios es: día y noche, invierno y verano, guerra y paz, saciedad y hambre; él toma diferentes formas, lo mismo que el fuego, que al mezclarse con los sahumerios (inciensos) es llamado según el aroma de cada cual de estos.
Hipólito de Roma, Refutatio, IX, 10, 6
Diels-Kranz, Die Fragmente der Vorsokratiker, 22 B67

Su actitud hacia las religiones de su tiempo, especialmente a la báquica, era hostil.

### Política y ética

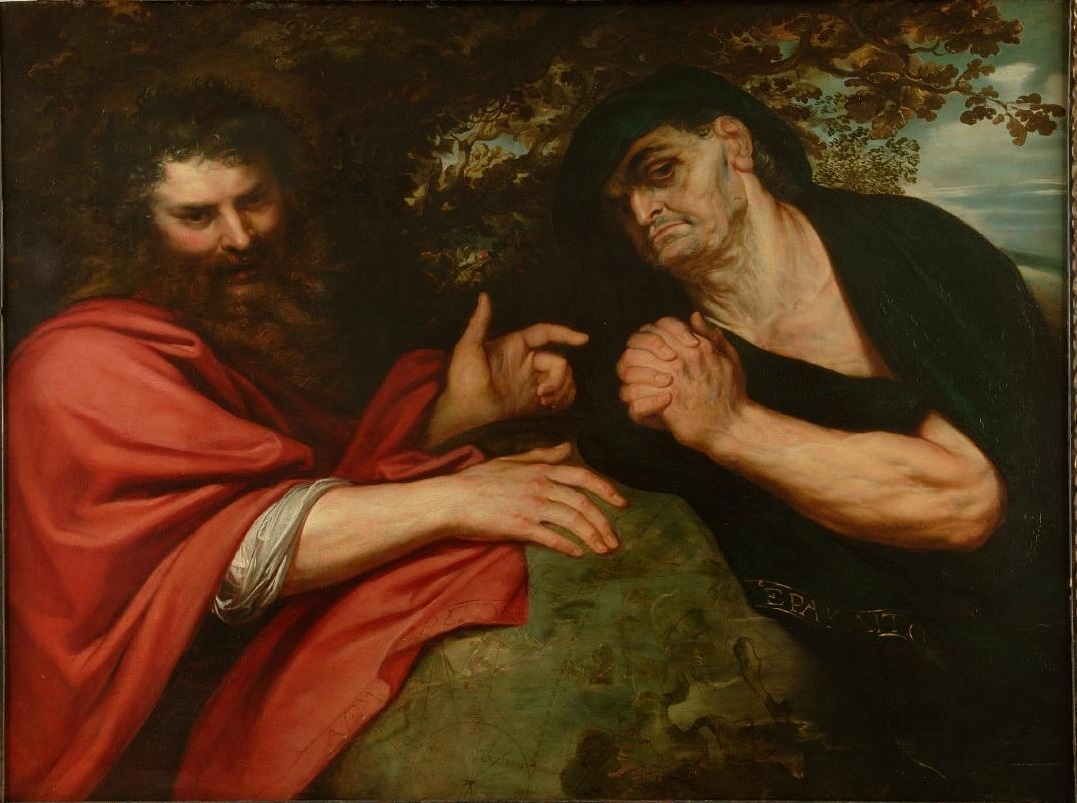
Demócrito, el "filósofo que ríe" y Heráclito, el"filósofo que llora" por la condición humana.

El hombre puede descubrir este Logos en su propio interior, pues el Logos es común e inmanente al hombre y a las cosas (la doctrina de Heráclito fue interpretada, olvidando esta afirmación del Logos, en la filosofía inmediatamente posterior —sobre todo en Platón— como una negación de la posibilidad del conocimiento: si nada es estable, se niega la posibilidad de un saber definitivo). Sin embargo:

ὕες βορβόρῳ ἥδονται μᾶλλον ἢ καθαρῷ ὕδατι.
Los cerdos gozan más con el fango que con el agua limpia.
Clemente de Alejandría, Stromateis, I, 2, 2
Diels-Kranz, Die Fragmente der Vorsokratiker, 22 B13

Su desprecio a los hombres le llevó a pensar que solamente la fuerza obligará a los hombres a obrar en su propio bien. Decía que «a todo animal hay que llevarlo a pastar a golpes», y «los burros prefieren la paja al oro». Heráclito afirma que la guerra es algo bueno, común para todos, ya que la lucha es justicia.

La guerra es el padre de todo y el rey de todas las cosas; a algunos seres ha hecho dioses y a otros
hombres; a unos esclavos y a otros libres.
Hipólito de Roma, Refutatio, IX, 9, 4
Diels-Kranz, Die Fragmente der Vorsokratiker, 22 B53

Heráclito no era demócrata, ya que no creía en la opinión de la mayoría para guiar a un pueblo, porque la mayoría es mala y pocos son buenos. Por ejemplo, refiriéndose a Pitágoras, opinaba que hizo pasar por sabiduría lo que no era erudición, sino arte de engañar. Solamente estimaba a Bías, "cuyo nombre es más respetable que el de los demás".

Maestro de la mayoría fue Hesíodo. Creen que sabía muchísimas cosas; él, que no sabía distinguir el día de la noche. En efecto, una sola cosa son.
Hipólito de Roma, Refutatio, IX, 10, 2
Diels-Kranz, Die Fragmente der Vorsokratiker, 22 B57

Heráclito distingue entre las leyes humanas (nomos) y la ley divina. Él se manifiesta contra el derecho consuetudinario tradicional, en contraposición con la ley dada por el Estado (polis). Sin embargo, elimina el sentido humano de la justicia de su concepto de Dios, pues para Dios todas las cosas son justas, buenas y justas. La ley es obedecer el plan de un solo hombre, y las leyes humanas están alimentadas por la ley divina (el Logos) que los hombres deben defender. La verdadera virtud consiste en la subordinación del individuo a las leyes de la armonía del Logos, donde se encuentra la verdadera libertad.
Su ética es un ascetismo orgulloso, parecido al de Nietzsche. Un hombre vale mil si conoce el Logos. La virtud es ser moderado y la sabiduría es conocer y obrar según la naturaleza. Heráclito consideró que el alma humana era una mezcla de fuego (noble) y agua (innoble). Se puede interpretar que Heráclito apreciaba más el autodominio, y despreciaba los placeres que distraen al hombre. El placer es frío y húmedo; esto se puede ver en los borrachos.

αυγὴ ξηρὴ ψυχὴ σοφωτάτη καὶ ἀρίστη.
El alma seca es la más sabia y la mejor.
Estobeo, III, 5, 8
Diels-Kranz, Die Fragmente der Vorsokratiker, 22 B118

Lo que pase con estas almas secas es bueno. Pensar bien es la mayor excelencia, y la sabiduría es actuar y hablar lo que es verdadero, percibiendo las cosas según su naturaleza. La doctrina de la inmortalidad del alma se destaca prominentemente en su ética. También se ha interpretado que Heráclito aboga por un relativismo moral:

El bien y el mal son uno.
Hipólito de Roma, Refutatio, IX, 10, 3
en Diels-Kranz, Die Fragmente der Vorsokratiker, 22 B58

### Cosmología

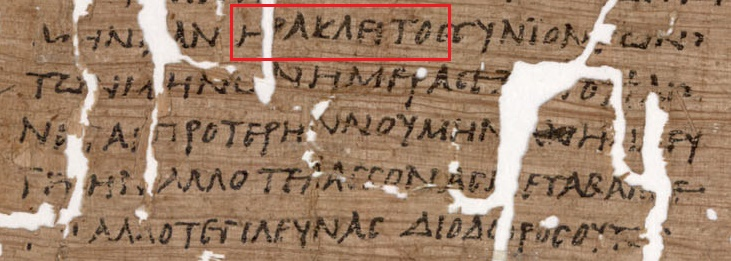
Heráclito (nombrado delineado en rojo) en un fragmento de los papiros de Oxirrinco sobre la Luna.

La primera cita del uso más temprano de kosmos en cualquier texto griego existente viene de Heráclito. Para Heráclito el Universo es finito y el mundo es único. Describió la bóveda celeste como un cuenco boca abajo que forma llamas, siendo éstas los astros. Señaló que el Sol es la llama más clara y cálida encontrándose muy alejado de nosotros, y la Luna más cerca. Con esto explicó los eclipses solares y los fenómenos meteorológicos.
Él llamó a todo el cosmos "un fuego eterno". Heráclito se refiere al avance del fuego con el fenómeno de la ekpyrosis, donde todo se destruye en el fuego. Este proceso define claramente el destino del Universo que nace del fuego y luego perece en el fuego. A este proceso de “extinción” lo llama el “camino hacia abajo”. Ahora bien, el devenir no es irracional, ya que el Logos, la razón universal, lo rige: «Todo surge conforme a medida y conforme a medida se extingue». Es el “camino hacia arriba”. Se ha descrito a Heráclito como un hilozoísta y se le atribuye la doctrina cosmológica del eterno retorno. También parece abogar por la reencarnación tras la muerte.

πυρὸς τροπαὶ πρῶτον θάλασσα, θαλάσσης δὲ τὸ μὲν ἥμισυ γῆ, τὸ δὲ ἥμισυ πρηστήρ ...
θάλασσα διαχέεται καὶ μετρέεται εἰς τὸν αὐτὸν λόγον ὁκοῖος πρόσθεν ἦν ἢ γενέσθαι γῆ
Las transformaciones del fuego son: en primer lugar el mar, y del mar a la mitad se transformó en tierra y la otra mitad en torbellino ígneo. La tierra se vuelve en mar líquido y es medida con el mismo Logos que existía antes de su conversión en tierra.
Clemente de Alejandría, Stromateis, V, 104, 3 y 5
Diels-Kranz, Die Fragmente der Vorsokratiker, 22 B31

πυρὸς θάνατος ἀέρι γένεσις, καὶ ἀέρος θάνατος ὕδατι γένεσις
El fuego vive en la muerte de la tierra, el aire vive en la muerte del fuego, el agua vive en la muerte del aire y la tierra en la muerte del agua.
Máximo de Tiro, XII, 4
Diels-Kranz, Die Fragmente der Vorsokratiker, 22 B76

## Citas
He aquí algunas frases de Heráclito:
- «El sol es nuevo todos los días».[63]

- «En la circunferencia, el principio y el fin coinciden».

- «Este mundo, el mismo para todos, no lo hizo ninguno de los dioses ni de los hombres, sino que ha sido eternamente y es y será un fuego eternamente viviente, que se enciende según medidas y se apaga según medidas».

- «La armonía invisible es mayor que la armonía visible».
- «Ni aun recorriendo todo camino llegarás a encontrar los límites del alma; tan profundo Logos tiene».
- «Pero aunque el Logos es común, casi todos viven como si tuvieran un inteligencia (φρόνησιν) particular».
- «Conviene saber que la guerra es común a todas las cosas y que la justicia es discordia».
- «Los médicos cortan, queman, torturan. y haciendo a los enfermos un bien, que más parece mal, exigen una recompensa que casi no merecen».
- Heráclito reprocha al poeta que dijo: «¡Ojalá se extinguiera la discordia de entre los dioses y los hombres!», a lo que responde: «Pues no habría armonía si no hubiese agudo y grave, ni animales si no hubiera hembra y macho, que están en oposición mutua» (fragmento 9a Walzer = A 22 Diels-Kranz).[86]

### Listado de citas
| Listado     | Listado                                        | Listado                                                             |
| Diels-Kranz | Autor                                          | loc. cit.                                                           |
| ----------- | ---------------------------------------------- | ------------------------------------------------------------------- |
| 22 B 1      | Sexto Empírico                                 | Adversus Mathematicos VII 132.                                      |
| 22 B 2      | Sexto Empírico                                 | Adversus Mathematicos VII 133.                                      |
| 22 B 3      | Aecio                                          | II 21, 4.                                                           |
| 22 B 4      | Alberto Magno                                  | De Vegetablius VI 401.                                              |
| 22 B 5      | Aristocrático /Orígenes                        | Teos. 68 / Contra Celsio VII, 62.                                   |
| 22 B 6      | Aristóteles                                    | Meteorológicos II 2, 355a.                                          |
| 22 B 7      | Aristóteles                                    | De los sentidos y de lo sentido V 443a.                             |
| 22 B 8      | Aristóteles                                    | Ética nicomaquea VIII 2, 1155b.                                     |
| 22 B 9      | Aristóteles                                    | Ética nicomaquea X 5, 1176a.                                        |
| 22 B 10     | Pseudo Aristóteles                             | Del mundo 5, 396b.                                                  |
| 22 B 11     | Pseudo Aristóteles                             | Del mundo 6, 401a.                                                  |
| 22 B 12     | Cleantes / Ario Dídimo (en Eusebio de Cesarea) | Stoicorum Veterum Fragmenta I 519 / Prep. Ev. XV 20.                |
| 22 B 13     | Clemente de Alejandría                         | Protrepticus 92, 4 / Stromateis I 2, 2.                             |
| 22 B 14     | Clemente de Alejandría                         | Protrepticus 22, 2.                                                 |
| 22 B 15     | Clemente de Alejandría                         | Protrepticus 34, 5.                                                 |
| 22 B 16     | Clemente de Alejandría                         | Paedagogus II 99, 5.                                                |
| 22 B 17     | Clemente de Alejandría                         | Stromateis II 8, 1.                                                 |
| 22 B 18     | Clemente de Alejandría                         | Stromateis II 17, 4.                                                |
| 22 B 19     | Clemente de Alejandría                         | Stromateis II 24.                                                   |
| 22 B 20     | Clemente de Alejandría                         | Stromateis III 14, 1.                                               |
| 22 B 21     | Clemente de Alejandría                         | Stromateis III 21, 1.                                               |
| 22 B 22     | Clemente de Alejandría                         | Stromateis IV 4, 2.                                                 |
| 22 B 23     | Clemente de Alejandría                         | Stromateis IV 10, 1.                                                |
| 22 B 24     | Clemente de Alejandría                         | Stromateis IV 16, 1.                                                |
| 22 B 25     | Clemente de Alejandría                         | Stromateis IV 49, 3.                                                |
| 22 B 26     | Clemente de Alejandría                         | Stromateis IV 141, 2.                                               |
| 22 B 27     | Clemente de Alejandría                         | Stromateis IV 144, 3.                                               |
| 22 B 28     | Clemente de Alejandría                         | Stromateis V 9, 3.                                                  |
| 22 B 29     | Clemente de Alejandría                         | Stromateis V 59, 4.                                                 |
| 22 B 30     | Clemente de Alejandría                         | Stromateis V 104, 2.                                                |
| 22 B 31     | Clemente de Alejandría                         | Stromateis V 104, 3 y 5.                                            |
| 22 B 32     | Clemente de Alejandría                         | Stromateis V 115, 1.                                                |
| 22 B 33     | Clemente de Alejandría                         | Stromateis V 115, 2.                                                |
| 22 B 34     | Clemente de Alejandría                         | Stromateis V 115, 3.                                                |
| 22 B 35     | Clemente de Alejandría                         | Stromateis V 140, 6.                                                |
| 22 B 36     | Clemente de Alejandría                         | Stromateis VI 17, 2.                                                |
| 22 B 37     | Columella                                      | VII 4.                                                              |
| 22 B 38     | Diógenes Laercio                               | Vidas, opiniones y sentencias de los filósofos más ilustres I 23.   |
| 22 B 39     | Diógenes Laercio                               | Vidas, opiniones y sentencias de los filósofos más ilustres I 88.   |
| 22 B 40     | Diógenes Laercio                               | Vidas, opiniones y sentencias de los filósofos más ilustres IX 1.   |
| 22 B 41     | Diógenes Laercio                               | Vidas, opiniones y sentencias de los filósofos más ilustres IX 1.   |
| 22 B 42     | Diógenes Laercio                               | Vidas, opiniones y sentencias de los filósofos más ilustres IX 1.   |
| 22 B 43     | Diógenes Laercio                               | Vidas, opiniones y sentencias de los filósofos más ilustres IX 2.   |
| 22 B 44     | Diógenes Laercio                               | Vidas, opiniones y sentencias de los filósofos más ilustres IX 2.   |
| 22 B 45     | Diógenes Laercio                               | Vidas, opiniones y sentencias de los filósofos más ilustres IX 7.   |
| 22 B 46     | Diógenes Laercio                               | Vidas, opiniones y sentencias de los filósofos más ilustres IX 7.   |
| 22 B 47     | Diógenes Laercio                               | Vidas, opiniones y sentencias de los filósofos más ilustres IX 73.  |
| 22 B 48     | -                                              | Etymologicum Magnum 198, 23.                                        |
| 22 B 49     | Galeno                                         | De Dignoscendis pusibus VIII.                                       |
| 22 B 50     | Hipólito de Roma                               | Refutatio IX 9, 1.                                                  |
| 22 B 51     | Hipólito de Roma                               | Refutatio IX 9, 2.                                                  |
| 22 B 52     | Hipólito de Roma                               | Refutatio IX 9, 4.                                                  |
| 22 B 53     | Hipólito de Roma                               | Refutatio IX 9, 4.                                                  |
| 22 B 54     | Hipólito de Roma                               | Refutatio IX 9, 5.                                                  |
| 22 B 55     | Hipólito de Roma                               | Refutatio IX 9, 5-10.                                               |
| 22 B 56     | Hipólito de Roma                               | Refutatio IX 9, 5-10.                                               |
| 22 B 57     | Hipólito de Roma                               | Refutatio IX 10, 2.                                                 |
| 22 B 58     | Hipólito de Roma                               | Refutatio IX 10, 3.                                                 |
| 22 B 59     | Hipólito de Roma                               | Refutatio IX 10, 4.                                                 |
| 22 B 60     | Hipólito de Roma                               | Refutatio IX 10, 4.                                                 |
| 22 B 61     | Hipólito de Roma                               | Refutatio IX 10, 5.                                                 |
| 22 B 62     | Hipólito de Roma                               | Refutatio IX 10, 6.                                                 |
| 22 B 63     | Hipólito de Roma                               | Refutatio IX 10, 6.                                                 |
| 22 B 64     | Hipólito de Roma                               | Refutatio IX 10, 7.                                                 |
| 22 B 65     | Hipólito de Roma                               | Refutatio IX 10, 7.                                                 |
| 22 B 66     | Hipólito de Roma                               | Refutatio IX 10, 7.                                                 |
| 22 B 67     | Hipólito de Roma                               | Refutatio IX 10, 8.                                                 |
| 22 B 69     | Hisdoso                                        | Scholast. ad Chalcid.                                               |
| 22 B 70     | Jámblico                                       | De anima.                                                           |
| 22 B 71     | Marco Aurelio                                  | Meditaciones IV 46.                                                 |
| 22 B 72     | Marco Aurelio                                  | Meditaciones IV 46.                                                 |
| 22 B 73     | Marco Aurelio                                  | Meditaciones IV 46.                                                 |
| 22 B 74     | Marco Aurelio                                  | Meditaciones IV 46.                                                 |
| 22 B 75     | Marco Aurelio                                  | Meditaciones VI 42.                                                 |
| 22 B 76     | Máximo                                         | Tyr. XII 4.                                                         |
| 22 B 77     | Numen                                          | Fr. 35                                                              |
| 22 B 78     | Orígenes                                       | Contra Celsio VI 12.                                                |
| 22 B 79     | Orígenes                                       | Contra Celsio VI 12.                                                |
| 22 B 80     | Orígenes                                       | Contra Celsio VI 42.                                                |
| 22 B 81     | Filodemo                                       | Retórica I coll. 57 y 62.                                           |
| 22 B 82     | Platón                                         | Hipias mayor 289 a-b.                                               |
| 22 B 83     | Platón                                         | Hipias mayor 289 b.                                                 |
| 22 B 84a    | Plotino                                        | Enéadas IV 8, 1.                                                    |
| 22 B 84b    | Plotino                                        | Enéadas IV 8, 1.                                                    |
| 22 B 85     | Plutarco                                       | Coriolanus 22, 1.                                                   |
| 22 B 86     | Plutarco                                       | Coriolanus 38.                                                      |
| 22 B 87     | Plutarco                                       | De recta ratione audiendi 41 A.                                     |
| 22 B 88     | Plutarco                                       | Consolatio ad Apollonium 106 D.                                     |
| 22 B 89     | Plutarco                                       | De superstitione 166 C.                                             |
| 22 B 90     | Plutarco                                       | De E apud Delphos 388 E.                                            |
| 22 B 91     | Plutarco                                       | De E apud Delphos 392 B.                                            |
| 22 B 92     | Plutarco                                       | De Pythiae oraculis 397 A.                                          |
| 22 B 93     | Plutarco                                       | De Pythiae oraculis 404 A.                                          |
| 22 B 94     | Plutarco                                       | De Exilio 604 A.                                                    |
| 22 B 95     | Plutarco                                       | De recta ratione audiendi 43 D.                                     |
| 22 B 96     | Plutarco                                       | Quaestiones convivales IV 4, 3, 668 F.                              |
| 22 B 97     | Plutarco                                       | An senti sit res publica gerenda 787 C.                             |
| 22 B 98     | Plutarco                                       | De facie quae in orbe lunae apparet 943 E.                          |
| 22 B 99     | Pseudo Plutarco                                | Aquane an ignis utilior 957 A.                                      |
| 22 B 100    | Plutarco                                       | Quaestiones Platonicae 1007 E.                                      |
| 22 B 101    | Plutarco                                       | Adversus Colotem 1118C.                                             |
| 22 B 101a   | Polibio                                        | Historiae XII 27.                                                   |
| 22 B 102    | Porfirio                                       | Cuaestiones Homericae, ad Iliadis. IV 4.                            |
| 22 B 103    | Porfirio                                       | Cuaestiones Homericae, ad Iliadis. XIV 200.                         |
| 22 B 104    | Proclo                                         | In Platonis Alcibiadem priorem. p. 255 Creuzer                      |
| 22 B 105    | -                                              | Scholia A et T in Iliades XVIII 251.                                |
| 22 B 106    | Plutarco                                       | Camillus 19, 1.                                                     |
| 22 B 107    | Sexto Empírico                                 | Adversus Mathematicos VII 126.                                      |
| 22 B 108    | Estobeo                                        | Florilegium III 1, 174.                                             |
| 22 B 110    | Estobeo                                        | Florilegium III 1, 176.                                             |
| 22 B 111    | Estobeo                                        | Florilegium III 1, 177.                                             |
| 22 B 112    | Estobeo                                        | Florilegium III 1, 178.                                             |
| 22 B 113    | Estobeo                                        | Florilegium III 1, 179.                                             |
| 22 B 114    | Estobeo                                        | Florilegium III 1, 179.                                             |
| 22 B 115    | Estobeo                                        | Florilegium III 1, 180a.                                            |
| 22 B 116    | Estobeo                                        | Florilegium III 5, 6.                                               |
| 22 B 117    | Estobeo                                        | Florilegium III 5, 7.                                               |
| 22 B 118    | Estobeo                                        | Florilegium III 5, 8.                                               |
| 22 B 119    | Estobeo                                        | Florilegium IV 40, 23.                                              |
| 22 B 120    | Estrabón                                       | Geografía I 1, 6.                                                   |
| 22 B 121    | Estrabón                                       | Geografía XIV 25.                                                   |
| 22 B 122    | -                                              | Suda.                                                               |
| 22 B 123    | Temisto                                        | Orationes V, 69 B.                                                  |
| 22 B 124    | Teofrasto                                      | Metaphysica 7a 15.                                                  |
| 22 B 125    | Teofrasto                                      | De vertigine 9.                                                     |
| 22 B 125a   | Tzetzes                                        | Commentaria in Aristophanis Plutum v. 90a.                          |
| 22 B 126    | Tzetzes                                        | Scholia ad Exeges, in Iliadem II 11.                                |
| 22 B 129    | Diógenes Laercio                               | Vidas, opiniones y sentencias de los filósofos más ilustres VIII 6. |

## Influencia

### Zoroastrismo
La descripción de Heráclito de una doctrina de purificación del fuego también ha sido investigada por la influencia del concepto zoroastriano de Atar. Muchas de las doctrinas del fuego de Zoroastro no coinciden exactamente con las de Heráclito, como la relación del fuego con la tierra, pero es posible que se haya inspirado en ellas. Los paralelos zoroástricos con Heráclito a menudo son difíciles de identificar específicamente debido a la falta de literatura zoroástrica sobreviviente del período y la influencia mutua con la filosofía griega; el Dadestán-i Denig del siglo IX conserva información sobre la cosmología zoroastriana, pero también muestra préstamos directos de Aristóteles. El intercambio de otros elementos con el fuego también tiene paralelos en la literatura védica del mismo período de tiempo, como el Kaushitaki Upanishad y el Taittiriya Upanishad. West enfatiza que estas doctrinas del intercambio de elementos eran comunes en toda la obra escrita sobre filosofía que ha sobrevivido de ese período, por lo que no se puede decir definitivamente que la doctrina del fuego de Heráclito haya sido influenciada por ningún otro iraní o Influencia india, pero puede haber sido parte de un intercambio mutuo de influencia a lo largo del tiempo en el Antiguo Oriente.

### Filosofía antigua

#### Presocráticos

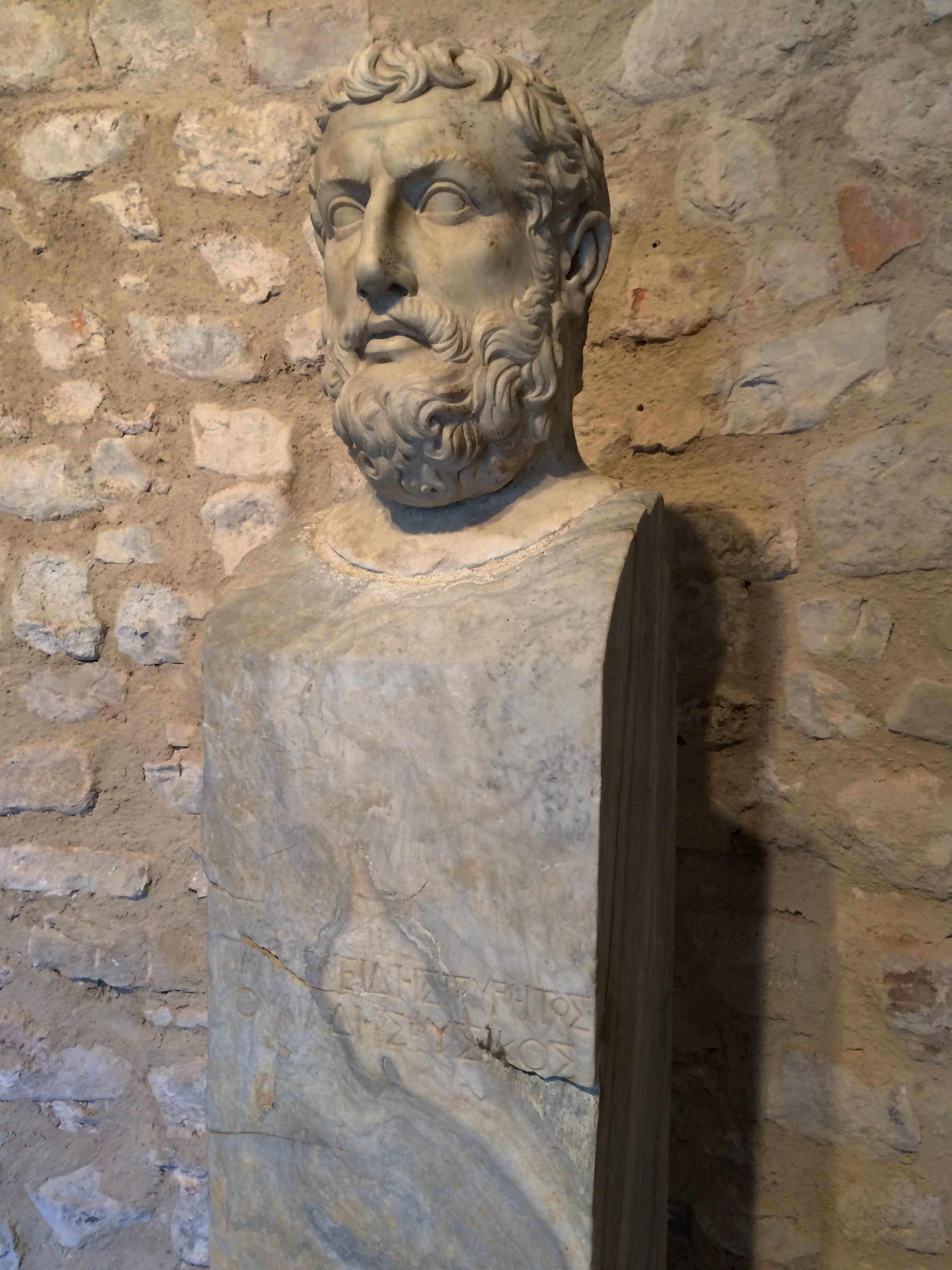
Busto de Parménides, cuya doctrina de la inmutabilidad del ser se ha contrastado con el fujo universal de Heráclito.

El seguidor más famoso de Heráclito fue Crátilo, a quien Platón presentó como un naturalista lingüístico, uno que cree que los nombres deben aplicarse naturalmente a sus objetos. Según Aristóteles, Crátilo consideró que nada se puede decir sobre el mundo en constante cambio y "terminó pensando que uno no necesita decir nada, y solo movió el dedo". Crátilo pudo haber pensado que el cambio continuo justifica el escepticismo porque no se puede definir una cosa que no tenga una naturaleza permanente. La filosofía lingüística del siglo XX vio un aumento en las consideraciones planteadas por Crátilo en el diálogo de Platón y ofreció la doctrina llamada «cratilismo».
En contraste con la doctrina del devenir, el filósofo Parménides, contemporáneo de Heráclito, sostiene que la imposibilidad del cambio; puede haberse referido a Heráclito con pasajes tales de su poema como "multitudes que no distinguen, que sostienen que es y no es lo mismo, ¡y todas las cosas viajan en direcciones opuestas!". Diferentes filósofos han argumentado que cualquiera de ellos puede haberse influenciado sustancialmente entre sí, algunos tomando a Heráclito como respondiendo a Parménides, otros que Parménides está respondiendo a Heráclito, y algunos argumentando que cualquier cadena directa de influencia entre los dos es imposible de determinar. Aunque Heráclito se refiere a figuras más antiguas como Pitágoras, ni Parménides ni Heráclito se refieren directamente entre sí en ningún fragmento superviviente, por lo que cualquier especulación sobre la influencia debe basarse en interpretaciones de los fragmentos supervivientes. A pesar de sus diferencias, Heráclito describe el Logos al igual que Parménides describe "lo que es", divino, eterno e inmutable. Las similitudes tampoco deben tomarse como indicación de influencia directa.
Los pluralistas fueron los primeros en intentar reconciliar a Heráclito y Parménides. Anaxágoras pudo haber sido influenciado por Heráclito en su negativa a separar los opuestos. Las fuerzas del Amor y el Odio de Empédocles probablemente fueron influenciadas por Armonía y Conflicto de Heráclito. A Empédocles también se le atribuye la introducción del concepto de los cuatro elementos clásicos, uniendo las concepciones de sus predecesores sobre el arché: tierra, aire, fuego y agua.
Los sofistas como Protágoras también fueron influenciados por Heráclito. Parecían compartir su visión del logos.

#### Platón y Aristóteles
Platón es el filósofo más famoso que intentó reconciliar a Heráclito y Parménides; a través de Platón, ambas figuras influyeron virtualmente en toda la filosofía occidental posterior. La contraposición del "panta rei" tuvo una influencia determinante sobre Platón, el cual con el fin de resolver las contradicciones con la teoría del ser de Parménides, contemporáneo de Heráclito, quien crítico suyo que concluyó que el "no-ser" existe solo en sentido relativo, dando así un fundamento filosófico al sentido griego del devenir. En el El banquete, Platón se parece mucho a Heráclito:
"Incluso durante el período durante el cual se dice que cualquier ser vivo vive y conserva su identidad, ya que a un hombre, por ejemplo, se le llama el mismo hombre desde la niñez hasta la vejez, de hecho no retiene los mismos atributos, aunque se le llama la misma persona: siempre se está convirtiendo en un nuevo ser y atravesando un proceso de pérdida y reparación, que afecta su cabello, su carne, sus huesos, su sangre y todo su cuerpo. Y no solo su cuerpo, sino también su alma. El carácter, los hábitos, las opiniones, los deseos, los placeres, los dolores y los miedos de ningún hombre siguen siendo los mismos: surgen nuevos y desaparecen los viejos."

Platón conoció a Heráclito a través de Crátilo y escribió su diálogo homónimo. Platón consideraba a Heráclito el predecesor intelectual de los sofistas.  Pensó que los puntos de vista de Heráclito significaban que ninguna entidad puede ocupar un solo estado al mismo tiempo y argumentó en contra de Heráclito de la siguiente manera:
"¿Cómo puede ser eso algo real que nunca está en el mismo estado? [...]  porque en el momento en que el observador se acerca, entonces se convierten en otros [...]  de modo que no puedes avanzar más en el conocimiento de su naturaleza o estado [...]  pero si lo que sabe y lo que se conoce existe alguna vez [...]  entonces no creo que puedan parecerse a un proceso o flujo [...]"
Bajo la influencia del heraclitismo de Crátilo, Platón llegó a la conclusión de que las definiciones socráticas, los universales, no corresponden a las cosas sensibles y por ello introdujo las Formas. Esta concepción de la Razón universal, ordenadora de todo, aparece en el sistema de los estoicos, que tomaron de Heráclito su cosmología.
Aristóteles acusa a Heráclito de hablar en contradicción y acusó a los sofistas de aplicar la contradicción a "todas las artes". Más adelante la tradición filosófica aristotélica valoraría a Heráclito como incompatible con los principios de la lógica formal, si bien el mismo Aristóteles (como antes Platón) no había acogido la teoría del devenir en un intento de conciliar con el rígido estatismo de Parménides e introduciendo así la doctrina de la transición perpetua de la potencia al acto, que encontraría mejor acogida entre los místicos neoplatónicos. De acuerdo con Plotino, que también mantenía los principios de la lógica del eleática , «Heráclito sabía que el Uno es eterno y espiritual: ya que sólo lo que tiene cuerpo se convierte en eterno y fluye»  Enéadas , V, 9).

#### Cínicos
El cinismo también fue influenciado por Heráclito, quien se le atribuyen varias cartas en las Epístolas cínicas.

#### Pirrónicos
Enesidemo, uno de los principales filósofos pirronistas antiguos, afirmó en una obra ahora perdida que el pirronismo era un camino hacia la filosofía heracliteana porque la práctica pirronista ayuda a ver cómo los opuestos parecen ser el caso sobre lo mismo. Una vez que uno ve esto, conduce a comprender que la visión heracliteana de los opuestos es el caso de lo mismo. Un filósofo pirronista posterior, Sexto Empírico, no estuvo de acuerdo, argumentando que los opuestos que parecen ser el caso sobre lo mismo no es un dogma de los pirronistas, sino un asunto que les ocurre a los pirronistas, a los demás filósofos y a toda la humanidad.

#### Epicúreos
La doxografía epicúrea fue muy crítica con otros filósofos, y entre ellos se encuentra Heráclito. Epicuro se le refería como el «confundidor» y  el epicúreo romano Lucrecio se le refiere como "celebrado por su obscuro lenguaje entre los griegos superficiales, más que por los sabios que buscan la verdad". Lucrecio criticó en su poema De rerum natura la cosmología de Heráclito donde todo es transmutaciones del fuego porque la pluralidad de entes no podría existir "si sus partes se compusiesen de la misma esencia" y si "las partes del fuego recogidas se apagan y se mudan, a la nada el fuego elementar reducirían, y todo nacería de la nada". Estas críticas parecen estar dirigidas a los estoicos que fueron influidos por Heráclito, pero I D. Purley argumenta que no hay evidencia de esto y propone que Lucrecio ataca el monismo material.

#### Estoicos

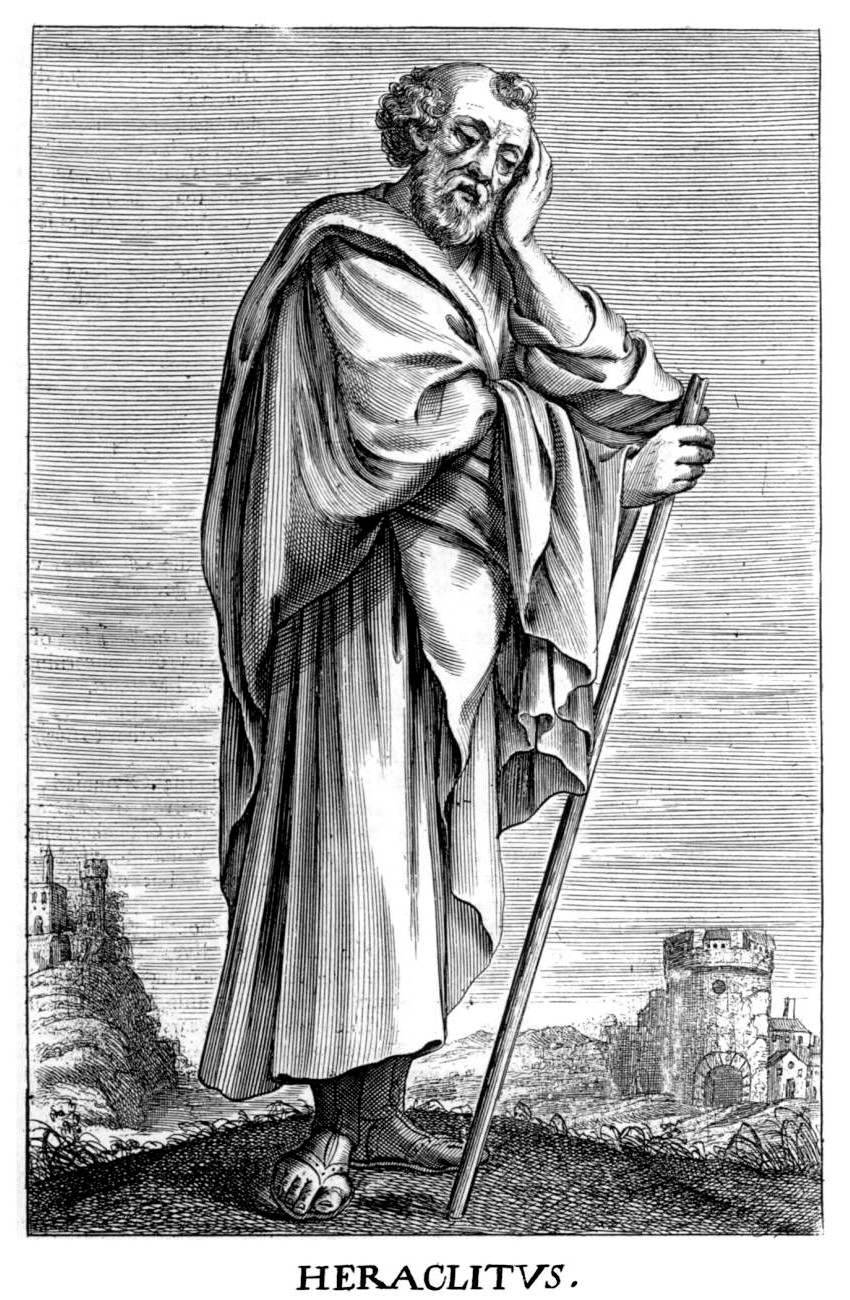
Heráclito en el History of Philosophy de Thomas Stanley.

Los estoicos creían que los principales principios de su filosofía se derivaban del pensamiento de Heráclito, "la importancia de Heráclito para los estoicos posteriores es más evidente en Marco Aurelio". Faltan conexiones explícitas de los primeros estoicos con Heráclito que muestren cómo llegaron a su interpretación, pero pueden inferirse de los fragmentos estoicos, que Long concluye que son "modificaciones de Heráclito".
Aunque muchos de los estoicos posteriores interpretaron que Heráclito tenía una "doctrina del logos" donde el "logos" era un primer principio que recorría todas las cosas, West observa que Platón, Aristóteles, Teofrasto y Sexto Empírico, todos no hace mención de esta doctrina, y concluye que el lenguaje y el pensamiento son "obviamente estoicos" y no atribuibles a Heráclito. Kahn enfatiza que Heráclito usó la palabra en múltiples sentidos y W. K. C. Guthrie observa que no hay evidencia de que Heráclito lo haya usado de una manera significativamente diferente a la que lo usaban los hablantes contemporáneos de griego. Guthrie considera el logos como un hecho público como una proposición o fórmula, aunque admite que Heráclito no habría considerado estos hechos como objetos abstractos o cosas inmateriales.
Los estoicos estaban interesados en el tratamiento del fuego de Heráclito. La obra estoica más antigua que se conserva, el Himno a Zeus de Cleantes, una obra de transición del politeísmo pagano a las religiones y filosofías modernas, aunque no hace referencia explícita a Heráclito, adopta lo que parece ser una versión modificada del logos de Heráclito. Zeus gobierna el universo con la ley (nomos), ejerciendo en su nombre el "sirviente bifurcado", el "fuego" del "relámpago eterno"; nada de esto difiere del Zeus de Homero. Según Cleantes, Zeus usa el fuego para "enderezar los logos comunes" que viaja (phoitan "frecuentar") mezclándose con las luces mayores y menores (cuerpos celestes); el logos de Heráclito ahora se confundía con el "nomos común", que Zeus usa para "hacer lo incorrecto (perissa, izquierdo o impar) correcto (artia, correcto o par)" y "ordenar (kosmein) lo desordenado (akosma)".

La modificación estoica de la idea de Heráclito del logos influyó en filósofos judíos como Filón de Alejandría, que la relacionó con la "Sabiduría personificada" como principio creativo de Dios.[cita requerida] Filón usa el término logos a lo largo de sus tratados sobre las escrituras hebreas de una manera claramente influenciada por los estoicos.[cita requerida] Sobre el tema de la modificación estoica de Heráclito, Burnet escribe:
Otra dificultad que tenemos que afrontar es que la mayoría de los comentaristas de Herakleitos mencionados en Diógenes eran estoicos. Ahora, los estoicos tenían al efesio en una veneración peculiar y buscaban interpretarlo en la medida de lo posible de acuerdo con su propio sistema. Además, les gustaba "acomodar" los puntos de vista de los pensadores anteriores a los suyos, y esto ha tenido graves consecuencias. En particular, las teorías estoicas del logos y la ekpyrosis se atribuyen constantemente a Herakleitos, y los mismos fragmentos están adulterados con retazos de terminología estoica.

#### Padres de la Iglesia

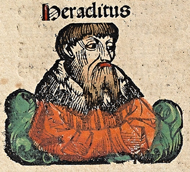
Heráclito en las Crónicas de Núremberg.

Los Padres de la Iglesia fueron los líderes de la Iglesia primitiva durante sus primeros cinco siglos de existencia, aproximadamente contemporáneos al estoicismo bajo el Imperio Romano. Han sobrevivido las obras de decenas de escritores en cientos de páginas; todos ellos mencionaron la forma cristiana del Logos.
Aunque los primeros filósofos cristianos, siguiendo a los estoicos, interpretaron el logos en términos de un Dios personal, los eruditos modernos no creen que estas asociaciones estén representadas en el pensamiento original de Heráclito. Cuando Heráclito habla de "Dios" no se refiere a una sola deidad como omnipotente y omnisciente o a Dios como Creador, siendo el universo eterno; quiso decir lo divino en oposición a lo humano, lo inmortal en oposición a lo mortal y lo cíclico en oposición a lo transitorio; para él, podría decirse que es más exacto hablar de "lo Divino" y no de "Dios".
La Iglesia católica encontró necesario distinguir entre el logos cristiano y el de Heráclito para distanciarse de los paganos y convertirlos al cristianismo. Muchos Padres de la Iglesia fueron filósofos convertidos. Hipólito de Roma interpretó el logos con el Evangelio de Juan:

"En el principio era el Verbo, y el Verbo era con Dios, y el Verbo era Dios."
Evangelio según San Juan 1:1

El logos es Cristo. Ahora bien, como Heráclito ya habla del logos, los griegos llegaron al umbral mismo de la verdad absoluta, es decir, la verdad revelada del cristianismo. Hipólito identificó a Heráclito junto con los demás presocráticos y académicos como fuentes de herejía. En Refutación de todas las herejías, una de las mejores fuentes sobre citas de Heráclito, dice Hipólito; "Qué locura blasfema es de Noeto, y que se dedicó a los principios de Heráclito el Oscuro, no a los de Cristo". Entonces Hipólito presenta una cita; "Dios (theos) es día y noche, invierno y verano [...]  pero toma varias formas, así como el fuego, cuando se mezcla con especias, se nombra según el sabor de cada uno". El fragmento parece apoyar el panteísmo si se toma literalmente. El físico y filósofo alemán Max Bernard Weinstein clasificó la visión de Hipólito de Roma como un predecesor del pandeísmo.
Hipólito condena su oscuridad; no podía acusar a Heráclito de herejía, diciendo; "¿No se anticipó [Heráclito] el Oscuro a Noetus al enmarcar un sistema [...] ?" La aparente deidad panteísta de Heráclito debe ser igual a la unión de opuestos y, por lo tanto, debe ser corpórea e incorpórea, divina y no divina, muerta y viva, etc., y la Trinidad solo puede alcanzarse mediante un cambio de forma ilusorio.
El apologista cristiano Justino Mártir tuvo una visión más positiva de Heráclito. En su Primera Apología, dijo que tanto Sócrates como Heráclito eran cristianos antes de Cristo: "los que vivieron razonablemente son cristianos, aunque se les haya considerado ateos; como, entre los griegos, Sócrates y Heráclito, y hombres como ellos".

### Filosofía moderna
Heráclito fue considerado un motivo indispensable para la filosofía durante el período moderno.[cita requerida] Michel de Montaigne propuso dos puntos de vista arquetípicos de los asuntos humanos basados en ellos, seleccionando el de Demócrito para sí mismo. Heráclito pudo incluso haber sido mencionado en el El mercader de Venecia de William Shakespeare.

### Filosofía continental
G. W. F. Hegel elogió a Heráclito; según él, "el origen de la filosofía se remonta a Heráclito". Atribuyó la dialéctica a Heráclito en lugar de, como hizo Aristóteles, a Zenón de Elea , diciendo: «No hay proposición de Heráclito que yo no haya aceptado en mi Lógica» (Hegel, Lecciones sobre la historia del la filosofía). Heráclito, sin embargo, a diferencia de Hegel, no concebía el devenir como una progresiva toma de conciencia de lo absoluto; para él, el devenir parece consistir más bien en los cambios de un idéntico sustrato o Logos: «todas las cosas son Uno y el Uno todas las cosas»; «Este cosmos es el mismo para todos ... pues siempre es y será». De esta visión del mundo se vería influido especialmente el estoicismo.
Friedrich Engels, que se asoció con los Jóvenes Hegelianos, también le dio a Heráclito el crédito por inventar la dialéctica, relevante para su propio materialismo dialéctico. El mismo Vladímir Lenin reafirmó lo anterior. Ferdinand Lasalle también fue un socialista influenciado por Heráclito.
El filósofo existencialista Søren Kierkegaard escribió de él:

Heráclito, el Oscuro, que depositó sus pensamientos en sus escritos y sus escritos en el templo de Diana (porque sus pensamientos habían sido su armadura durante su vida y por eso los colgó delante de la diosa), Heráclito, el Oscuro, ha dicho: «Nadie puede cruzar dos veces el mismo río.» Heráclito, el Oscuro, tenía un discípulo que no se contentó con permanecer en este punto de vista; fue más lejos y añadió: «...ni siquiera una vez.» ¡Pobre Heráclito, que tuvo tal discípulo! La máxima de Heráclito se convertía con esta puntualización en un aforismo eleático que niega el movimiento, sin embargo este discípulo deseaba únicamente ser un discípulo de Heráclito..., e ir más allá..., pero de ningún modo volver a una posición que ya Heráclito había abandonado.
Søren Kierkegaard, Temor y temblor

Friedrich Nietzsche fue profundamente influenciado por Heráclito, como puede verse en su Filosofía en la época trágica de los griegos. Nietzsche vio a Heráclito como una firme oposición al pesimismo de Anaximandro. Oswald Spengler fue influenciado por Nietzsche y también escribió una disertación sobre Heráclito.
Martin Heidegger también fue influenciado por Heráclito, como se ve en su Introducción a la Metafísica, y tomó una interpretación muy diferente a la de Nietzsche y varios otros. Según Heidegger; "En Heráclito, a quien se le atribuye la doctrina del devenir tan diametralmente opuesta a la doctrina del ser de Parménides, dice lo mismo que Parménides". A finales de la década de 1960, Heidegger tenía un famoso seminario sobre el filósofo griego junto con Eugen Fink en Friburgo, considera que el concepto de verdad, entendida como ἀλήθεια, o "no escondido" (en alemán Unverborgenheit ) es una especie de paráfrasis del fragmento del texto de Heráclito n. 93 DK: "El señor, el oráculo está en Delfos, no dice ni oculta, sino que indica". Para Heidegger, la filosofía de Heráclito sirve de confirmación de su posición. Heidegger creía que el pensamiento de Heráclito (y Parménides) fue el origen de la filosofía y fue incomprendido por Platón y Aristóteles, lo que llevó a toda la filosofía occidental por mal camino.

### Filosofía analítica
La ilustración de J. M. E. McTaggart de las series A y B del tiempo se ha visto como una aplicación análoga al tiempo de las visiones de Heráclito y Parménides de toda la realidad, respectivamente. La filosofía del proceso de Alfred North Whitehead se asemeja a los fragmentos de Heráclito. Karl Popper escribió mucho sobre Heráclito; tanto Popper como Heráclito creían en los procesos invisibles en funcionamiento.

### Psicología junguiana
Carl Jung escribió que Heráclito "descubrió la más maravillosa de todas las leyes psicológicas: la función reguladora de los opuestos [...] con lo que quiso decir que tarde o temprano todo se encuentra con su opuesto". Jung adoptó esta ley, llamada enantiodromía, en su psicología analítica. Lo relacionó con los clásicos chinos, afirmando; "Si el mundo occidental hubiera seguido su ejemplo, todos seríamos chinos en nuestro punto de vista en lugar de cristianos. Podemos pensar en Heráclito como haciendo el cambio entre Oriente y Occidente". Jung sugirió que a Heráclito se le llamara "el oscuro" no porque su estilo fuera demasiado difícil, sino "porque habló con demasiada claridad" acerca de la naturaleza paradójica de la existencia "y llamó a la vida misma un fuego eterno".

## Eponimia
- El cráter lunar Heraclitus lleva este nombre en su honor.
- Asimismo, el asteroide (5204) Herakleitos conmemora al filósofo.